# Кандидат на судебные должности
Кандидат на судебные должности (кандидат на должности по судебному ведомству) — в Российской империи название стажёра, получившего юридическое образование и готовящегося к получению должности в системе министерства юстиции.
Понятие появилось в результате судебной реформы 1864 г. Кандидатами на судебные должности могли быть лица, «окончившие курс юридических наук, или имеющие аттестат о выдержании экзамена в сих науках». Прошение о зачислении кандидатом на судебные должности подавалось председателю соответствующего суда, который сообщал об этом министру юстиции, составлявшему списки всех кандидатов на судебные должности.
Кандидаты на судебные должности причислялись как к судам, так и к прокуратуре. Точный срок периода стажировки кандидата не был определен. К 1880-м годам нередки были случаи, когда кандидата на судебные должности предупреждали о том, «чтобы он не рассчитывал ни на какое служебное движение, не питал никаких надежд и не льстил себе мечтами о должности, о которой так иронично напоминает его звание».
Закон 1891 года определил точные сроки кандидатского стажа, который теперь делился на две половины (младшие кандидаты и старшие кандидаты) и составлял три года: по полтора года на каждый этап стажировки. Для получения статуса старшего кандидата младшие кандидаты по истечении полуторагодичной практики сдавали экзамен.
В провинциальных судах существовал постоянный недостаток судебных следователей, поэтому многие кандидаты на судебные должности привлекались к исполнению следственных обязанностей.
Также кандидаты на судебные должности выполняли обязанности защитников по назначению если подсудимый не мог сам пригласить себе защитника или если наличный состав адвокатуры в данном регионе оказывался недостаточным.
Кандидаты на судебные должности исполняли даже прокурорские обязанности, отмечалось, что «весьма успешно выполняются кандидатами обязанности товарищей прокуроров окружных судов».